# Stazione di Pradamano
La stazione di Pradamano era una fermata ferroviaria sita a Pradamano sulla linea ferroviaria Udine-Trieste.

## Storia
La stazione era una piccola fermata stile casello. Essa fu attivata nel 1950. Non avendo mai avuto un sufficiente traffico, si decise per la chiusura. 
Secondo l'orario invernale del 1991-92, la stazione era servita da tre treni in direzione Trieste, e due in direzione Udine, mentre con l'orario estivo 1992 era rimasto solo un convoglio in direzione Trieste.
A partire dal successivo orario invernale la stazione non venne più servita. 
La fermata è stata soppressa definitivamente nel 2002 e nello stesso anno il casello demolito.